# 北機機電
北京北機機電工業有限責任公司（簡稱北機機電），中國兵器裝備集團旗下公司，位於中国北京市，是在1958年由前身北京机械厂成立，2002年開始改股份制，更名北京北機機電工業有限責任公司，現任董事長姚殿安，總經理為符忠兴。
主营生產、設計及銷售消防系列产品、税控加油机、暖气计量表、工业吸尘设备、地源热泵产品、驻车加热器。主要品牌為「天壇牌」。

## 外部連結
- 北京北機機電工業有限責任公司（页面存档备份，存于）